# Песковатско-Лопатинский лес
Песковатско-Лопатинский лес — комплексный природный памятник регионального значения в Верхнедонском районе Ростовской области. Принадлежит к категории особо охраняемых природных территорий России. Обеспечивает охрану памятника природы Министерство природных ресурсов и экологии Ростовской области.

## Описание
Песковатско-Лопатинский лес располагается в самом центре Верхнедонского района. На востоке он граничит с хутором Песковатская Лопатина. Урочище занимает 55-й квадрат Ереминского участкового лесничества Верхнедонского территориального отдела лесничества. По одним данным общая площадь Песковатско-Лопатинского леса составляет 90 гектар, по другим — 92 гектара. Относится к действующим природным памятникам согласно Постановлению администрации Ростовской области от 19.10.2006 года № 418 «О памятниках природы Ростовской области».

## Флора и фауна
На территории Песковатско-Лопатинского леса обитают разные виды птиц. Южная часть леса — территория произрастания таких видов деревьев, как клен остролистый, клен полевой, клен татарский, ясень, липа. На этой территории произрастают растения, которые были занесены в Красную книгу Ростовской области: копытень европейский, клен платановидный, ильм, пролесник многолетний. Распространен один из видов растения пахучка — Clinopodium vulgare L. — семейства яснотковых. Данные о нем содержатся в электронном гербарии Южного федерального университета.